# Lijst van rivieren in Canada

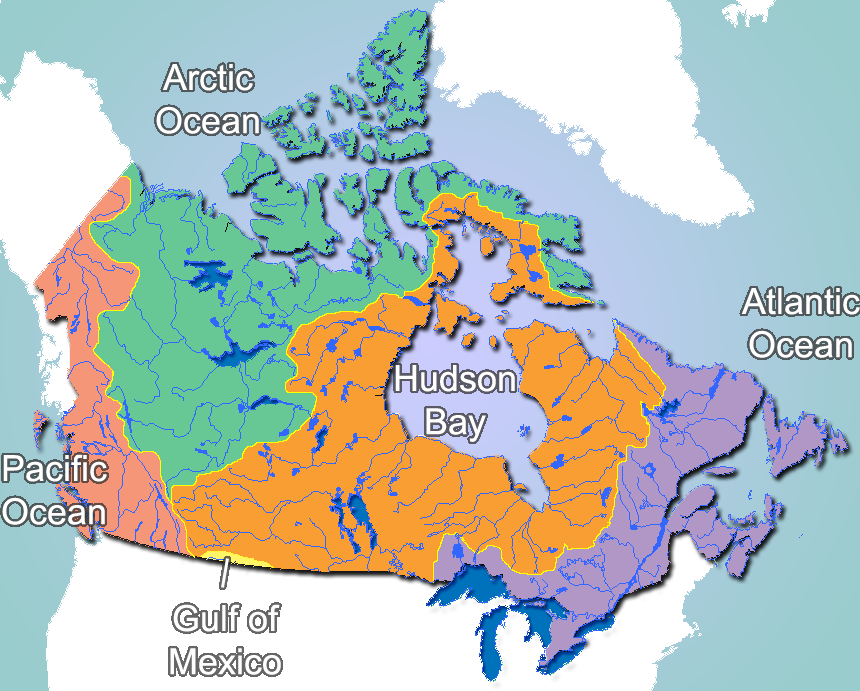
Canada telt vijf drainagebekkens.

Deze lijst van rivieren in Canada is onderverdeeld naar provincie of territorium.
Canada telt vijf drainagebekkens: de Noordelijke IJszee, Stille Oceaan, Hudsonbaai (inclusief de Jamesbaai en Ungavabaai), Atlantische Oceaan (inclusief het bekken van de Great Lakes-St. Lawrence) en de Golf van Mexico (via het Mississippistroomgebied).

## Rivieren per provincie of territorium
- Lijst van rivieren in Alberta
- Lijst van rivieren in Brits-Columbia
- Lijst van rivieren in Manitoba
- Lijst van rivieren in New Brunswick
- Lijst van rivieren in Newfoundland en Labrador
- Lijst van rivieren in de Northwest Territories
- Lijst van rivieren in Nova Scotia
- Lijst van rivieren in Nunavut
- Lijst van rivieren in Ontario
- Lijst van rivieren op Prins Edwardeiland
- Lijst van rivieren in Quebec
- Lijst van rivieren in Saskatchewan
- Lijst van rivieren in Yukon